# Sea Wolf (album)
Sea Wolf è il nome del secondo album in studio del gruppo rock norvegese Titanic, pubblicato nel 1971.

## Tracce
1. Sea Wolf
2. Underbird
3. Confusion
4. Sultana
5. Hanging Over
6. Covered In Dust
7. Stones Throw
8. Scarlet Exiled
9. Sing Fool Sing